# Paolo Pillitteri

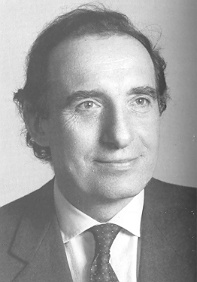
Paolo Pillitteri

Paolo Pillitteri (Sesto Calende, 5 december 1940 – Milaan, 5 december 2024) was van 1986 tot 1992 burgemeester van Milaan en plaatsvervangend secretaris-generaal van de Socialistische Partij van Italië. Hij was de zwager van Bettino Craxi.
Pillitteri overleed op 5 december 2024 op 84-jarige leeftijd. Op zijn verjaardag.